# Tamaghza
Tamagzha, Tamerza o Tameghza (àrab: تَمَغْزَة, Tamaḡza) és una població situada en l'oasi de muntanya del mateix nom, a la governació de Tozeur, a Tunísia, a les muntanyes de Djebel En Negueb, a uns 60 km de la ciutat de Tozeur. Té uns 1.500 habitants i és capçalera d'una delegació de 6.370 habitants el 2004.

## Història
Ja existia en temps dels romans i es deia Ad Turres. Era una estació entre Tébessa i Gafsa, i un lloc de frontera. Sota domini bizantí, al segle vi fou seu d'un bisbat. El vell poble, construït a la vora de l'Oued El Horchane, fou abandonat el 1969 després de ser destruït per unes inundacions. De la vella ciutat, només el santuari o marabut s'utilitza encara i la resta de les cases estan desocupades; el govern va construir un nou poble no gaire lluny.
L'11 de febrer del 1995 s'hi va produir un atemptat quan membres del GIA (Grup Islàmic Armat) d'Algèria va matar-hi sis guàrdies nacionals tunisians.

## Administració
Com a delegació o mutamadiyya, duu el codi geogràfic 62 53 (ISO 3166-2:TN-12) i està dividida en sis sectors o imades:
- Tameghza (62 53 51)
- Chebika (62 53 52)
- Midas (62 53 53)
- Aïn El Karma (62 53 54)
- Foum El Khangua (62 53 55)
- Er-Remitha (62 53 56)

Al mateix temps, forma una municipalitat o baladiyya (codi geogràfic 62 15).

## Galeria d'imatges

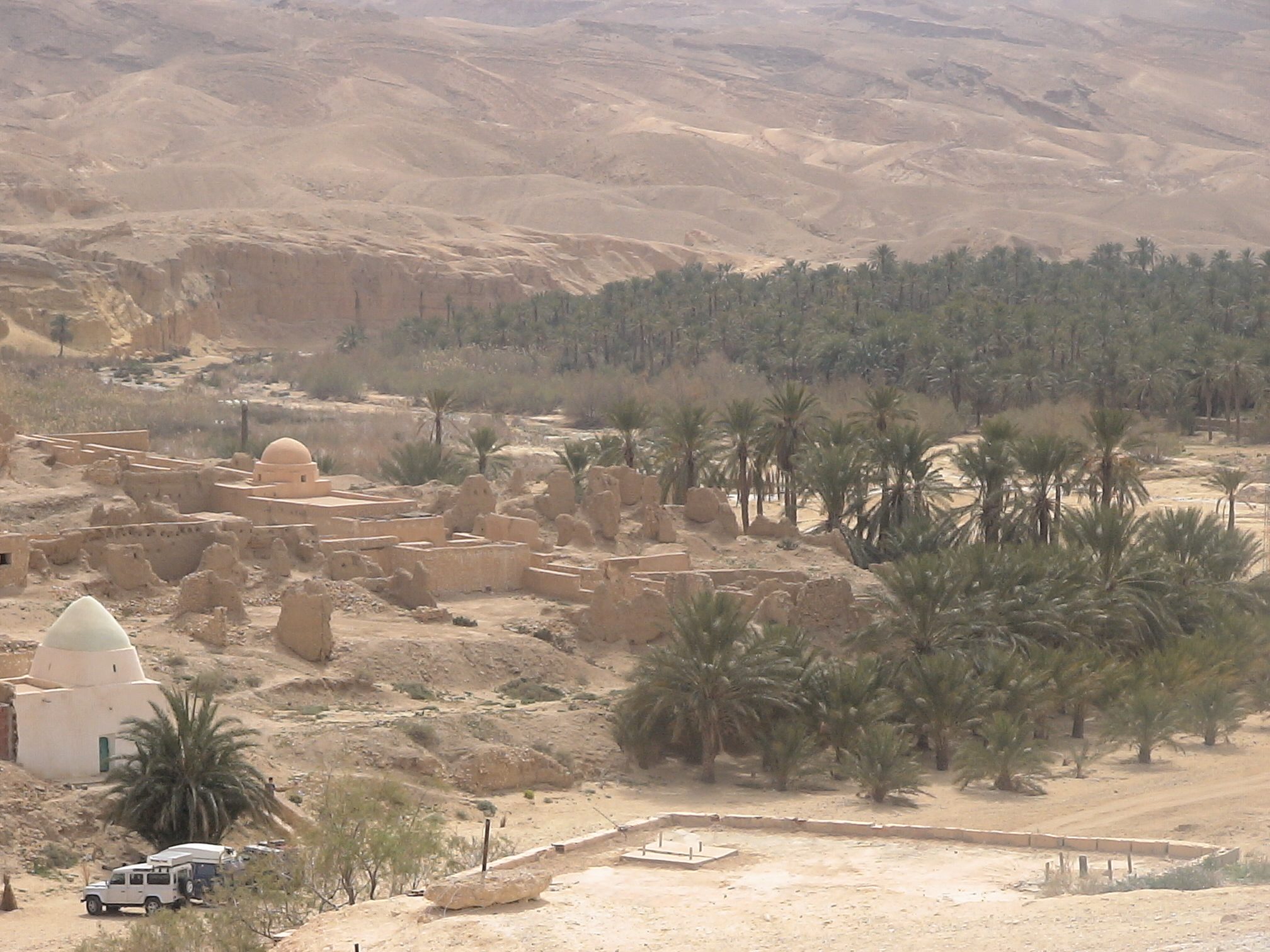
Oasis de Tamerza
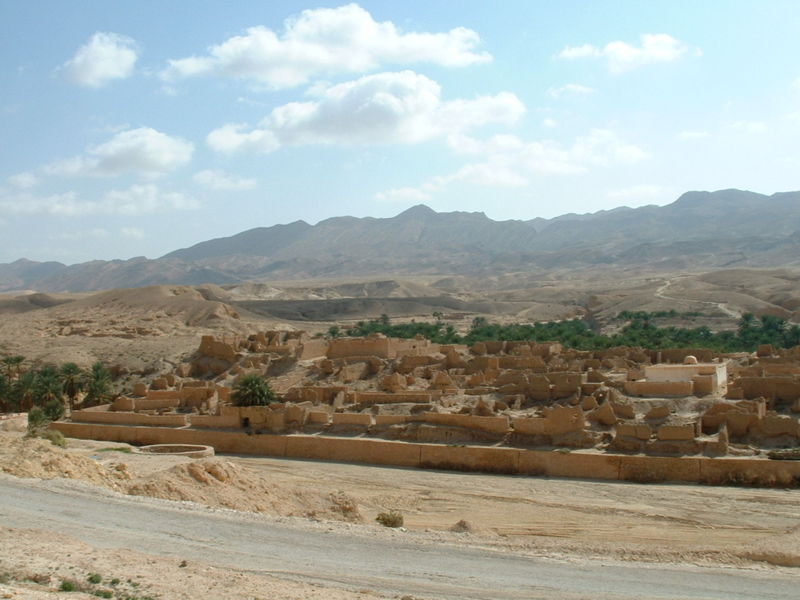
Llogaret anterior abandonat
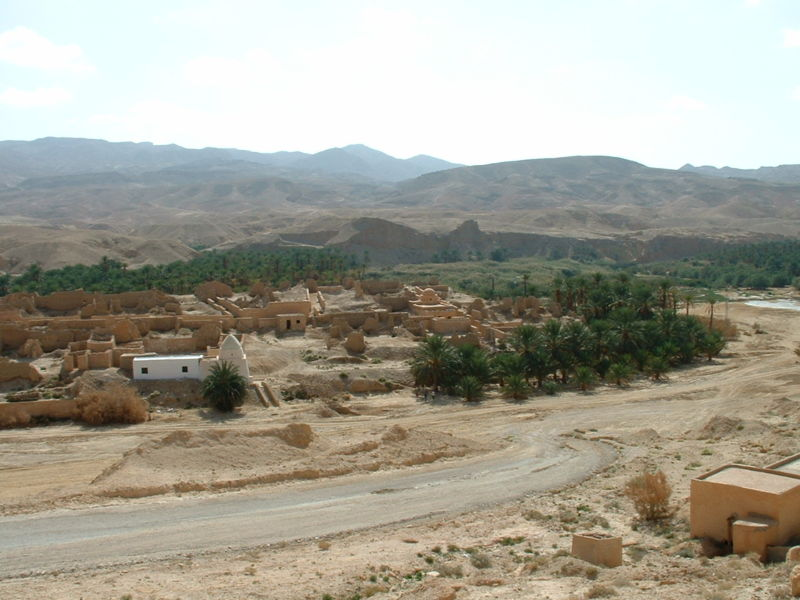
Vista de l'antic llogaret (el marabut en blanc)
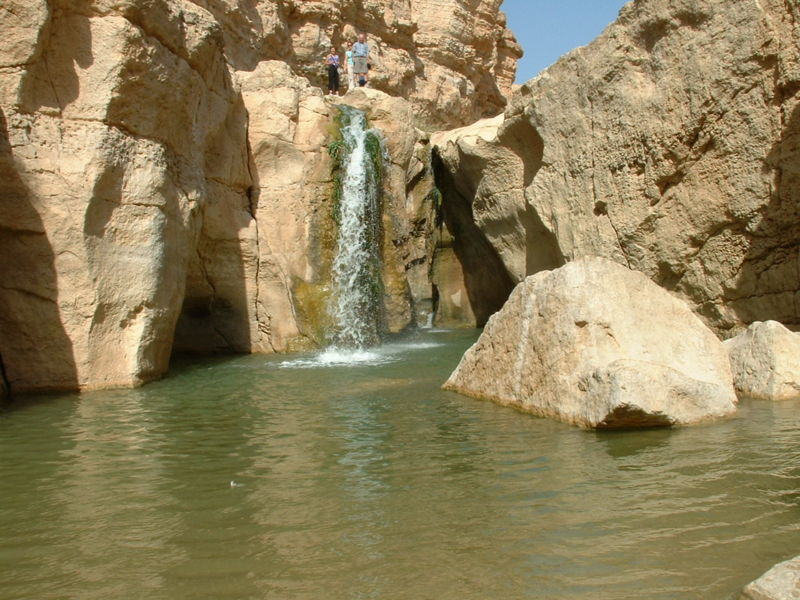
Oued i cascada prop de Tamerza